# Emmanuel Essiam
Emmanuel Essiam, né le 19 décembre 2003 à Accra au Ghana, est un footballeur ghanéen qui évolue au poste de milieu défensif au  FC Aarau en prêt du FC Bâle.

## Biographie

### En club
Né à Accra au Ghana, Emmanuel Essiam est formé par le club local du Berekum Chelsea, où il commence sa carrière de footballeur.
Le 3 janvier 2022, Emmanuel Essiam rejoint la Suisse en s'engageant avec le FC Bâle. Essiam doit toutefois attendre avant de pouvoir jouer, étant indisponible pendant plusieurs mois en raison d'une blessure après son arrivée au club.
Essiam fait finalement ses débuts avec l'équipe première du FC Bâle le 1er février 2023, lors d'une rencontre de coupe de Suisse face au Grasshopper Club Zurich. Il entre ne jeu à la place de Hugo Novoa et son équipe s'impose par cinq buts à trois,.
Le 7 septembre 2023, Emmanuel Essiam est prêté pour une saison au Stade Lausanne Ouchy, sans option d'achat.
Après la fin de son prêt au Stade Lausanne Ouchy, Essiam fait son retour au FC Bâle pour la saison 2024-2025.

### En sélection
Emmanuel Essiam est convoqué avec l'équipe du Ghana des moins de 20 ans pour participer à la Coupe d'Afrique des nations des moins de 20 ans en 2021. Le Ghana se hisse jusqu'en final où il s'impose face à l'Ouganda (2-0 score final). Essiam joue tous les matchs de son équipe en tant que titulaire lors de cette compétition.

## Palmarès
Ghana -20 ans
- Coupe d'Afrique des nations
  - Vainqueur en 2021